# Carl Johansson
Carl Anders Lorentz Johansson (Lund, 23 maggio 1994) è un calciatore svedese, difensore dell'Holstein Kiel.

## Carriera

### Club
Johansson ha iniziato a giocare a calcio all'età di cinque anni a Höör, cittadina della Svezia meridionale in cui è anche cresciuto.
A quindici anni ha svolto un provino per la squadra Under-15 dell'Helsingborg, riuscendo a ottenere un contratto giovanile. Proprio nelle giovanili dell'Helsingborg è stato trasformato da centrocampista centrale a centrale di difesa.
Nel 2013 Johansson ha giocato alcune partite nel campionato di Division 2 con la HIF Akademi, squadra creata proprio quell'anno al fine di fornire giocatori alla prima squadra dell'Helsingborg.
Nella seconda metà della stagione 2013 è stato promosso in prima squadra, con cui ha collezionato le sue prime tre presenze in Allsvenskan. Ha continuato a militare nell'Helsingborg anche successivamente, talvolta partendo titolare, trovando maggiore spazio soprattutto a seguito della retrocessione in Superettan avvenuta al termine del campionato 2016. L'Helsingborg ha vinto la Superettan 2018 conquistando la promozione.
Il ritorno di Johansson nella massima serie è avvenuto tuttavia con una maglia diversa, quella del Falkenberg, squadra anch'essa neopromossa, a cui il giocatore si è legato per le stagioni 2019 e 2020. Qui è rimasto per due stagioni, culminate per il Falkenberg con la salvezza al termine dell'Allsvenskan 2019 e con la retrocessione al termine dell'Allsvenskan 2020.
Libero da vincoli contrattuali, nel dicembre del 2020 ha firmato con l'IFK Göteborg per i successivi tre anni, continuando dunque a giocare in Allsvenskan. Dopo aver perso le prime otto giornate per un infortunio al piede, il suo debutto in campionato con la nuova maglia è avvenuto in occasione della nona giornata a luglio, dopo la pausa per gli Europei. In due campionati con i biancoblu ha totalizzato 45 presenze e 3 reti.
Nel gennaio 2023 si è trasferito in prestito semestrale ai danesi del Randers dove ha preso il posto di Simon Graves Jensen appena ceduto. Ha giocato 4 partite (segnando un gol) nella prima fase della Superligaen 2022-2023, oltre ad altre 9 partite dei play-off per il titolo. Il 16 maggio il Randers ha reso noto che, nonostante la volontà del club di acquisirlo a titolo definitivo, il giocatore avrebbe lasciato la Danimarca a fronte di un accordo migliore trovato con una società estera.
Il 17 maggio 2023 è stato annunciato il suo passaggio fino al giugno 2026 ai tedeschi dell'Holstein Kiel, militanti nella seconda serie nazionale.

### Nazionale
Ha all'attivo tre presenze con la Nazionale Under-19 (collezionate tra il 2013 e il 2014) e altrettante con l'Under-21 (tra il 2014 e il 2015).

## Palmarès

### Club

#### Competizioni nazionali
- Superettan: 1

Helsingborg: 2018